# Sowia Dolina
 Sowia Dolina (niem. Eulengrund) – dolina górska w Sudetach Zachodnich, we wschodnich Karkonoszach, w woj. dolnośląskim.

## Położenie
Dolina położona jest na południowy wschód od Karpacza. Rozciąga się od Szerokiego Mostu na północy aż po Przełęczą Sowią (1160 m n.p.m.) na południu. Górna część doliny położona jest na terenie Karkonoskiego Parku Narodowego.

## Opis
Sowia Dolina to głęboko wcięta w łupki krystaliczne, bardzo stroma dolina porośnięta lasem regla dolnego. Oddziela ona Czarny Grzbiet od Kowarskiego Grzbietu. Różnica wzniesień doliny na długości 3,0 km wynosi 450 m. Najatrakcyjniejsza turystycznie jest środkowa część doliny w przewężeniu pomiędzy Buławą i Granatami oraz najwyższe partie leżące na terenie Karkonoskiego Parku Narodowego, w których płyną Płóknica i Niedźwiada. Dolną częścią doliny płynie Płomnica. Dolina posiada wysokie walory krajobrazowe i florystyczne z uwagi na występowanie tu wielu gatunków typowo górskich. Dolina pod względem geologicznym jest jednym z ciekawszych miejsc w Karkonoszach. Występują tu rzadkie minerały jak granaty, tzw. piropy i anatazy oraz rudy miedzi i ołowiu ze śladami złota.

## Historia
Sowia Dolina znana była już w średniowieczu poszukiwaczom złota i drogich kamieni, gdyż prowadzi przez bogato okruszcową strefę kontaktową Kowarskiego Grzbietu. W zboczach pod Skalnym Stołem w XVIII wieku wydobywano kamienie szlachetne, a pod Granatami w drugiej połowie XIX wieku rudy miedzi i ołowiu. Ślady robót górniczych, jakimi są pozostałości po sztolniach i hałdach widoczne są w wielu miejscach Sowiej Doliny.

## Turystyka
Doliną prowadzi szlak turystyczny:
- – czarny z Karpacza do byłego turystycznego przejścia granicznego z Czechami na Przełęczy Sowiej (Sovi sedlo).